# Chiesa della Madonna di Gerusalemme
La chiesa della Madonna di Gerusalemme, in croato Crkva Majke Božje Jeruzalemske sorge sulla collina di Trški Vrh, negli immediati dintorni di Krapina, in Croazia.
Rappresenta una delle più belle chiese barocche di questa parte della Croazia.

## Storia e descrizione

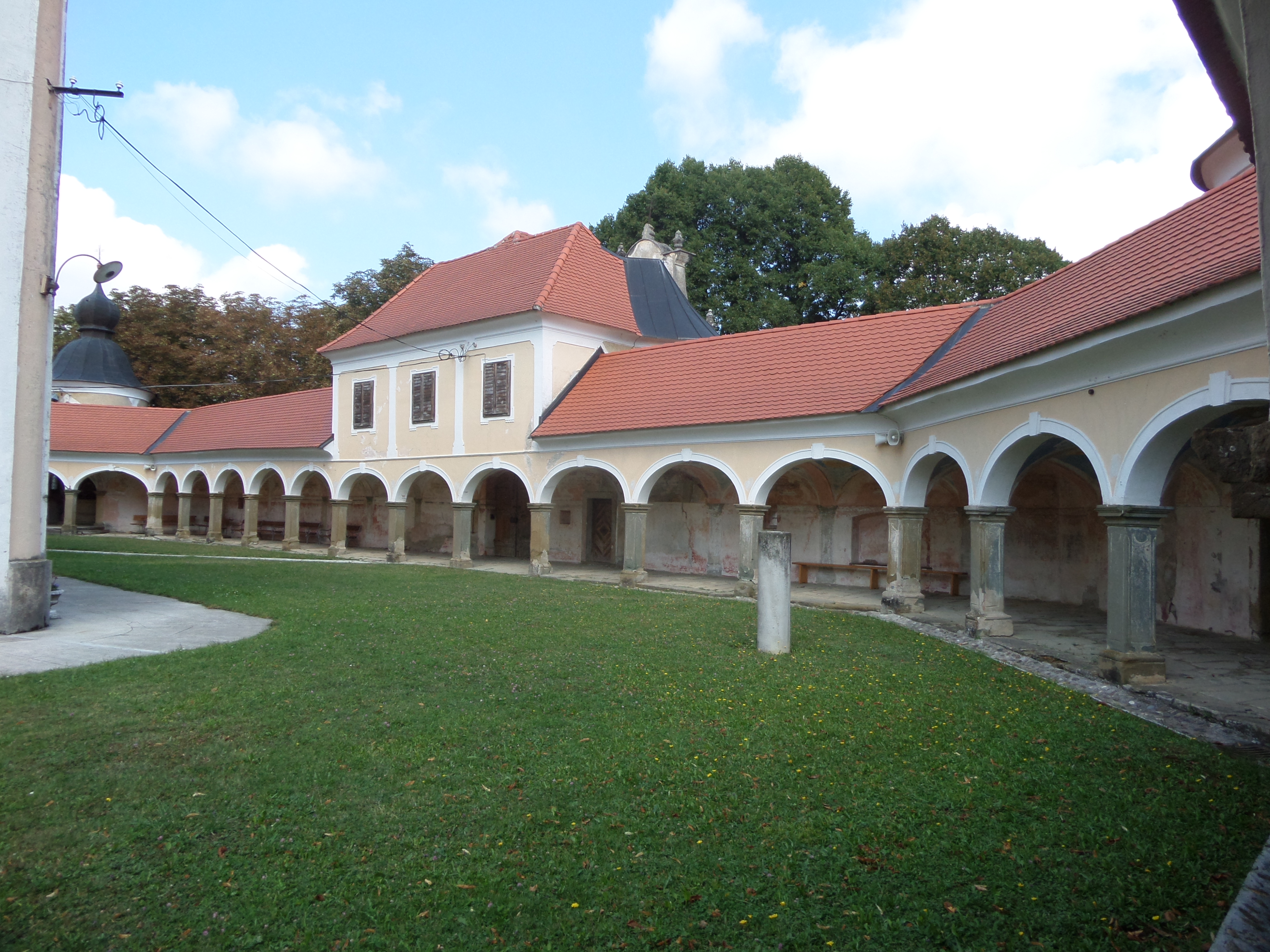
Il portico.

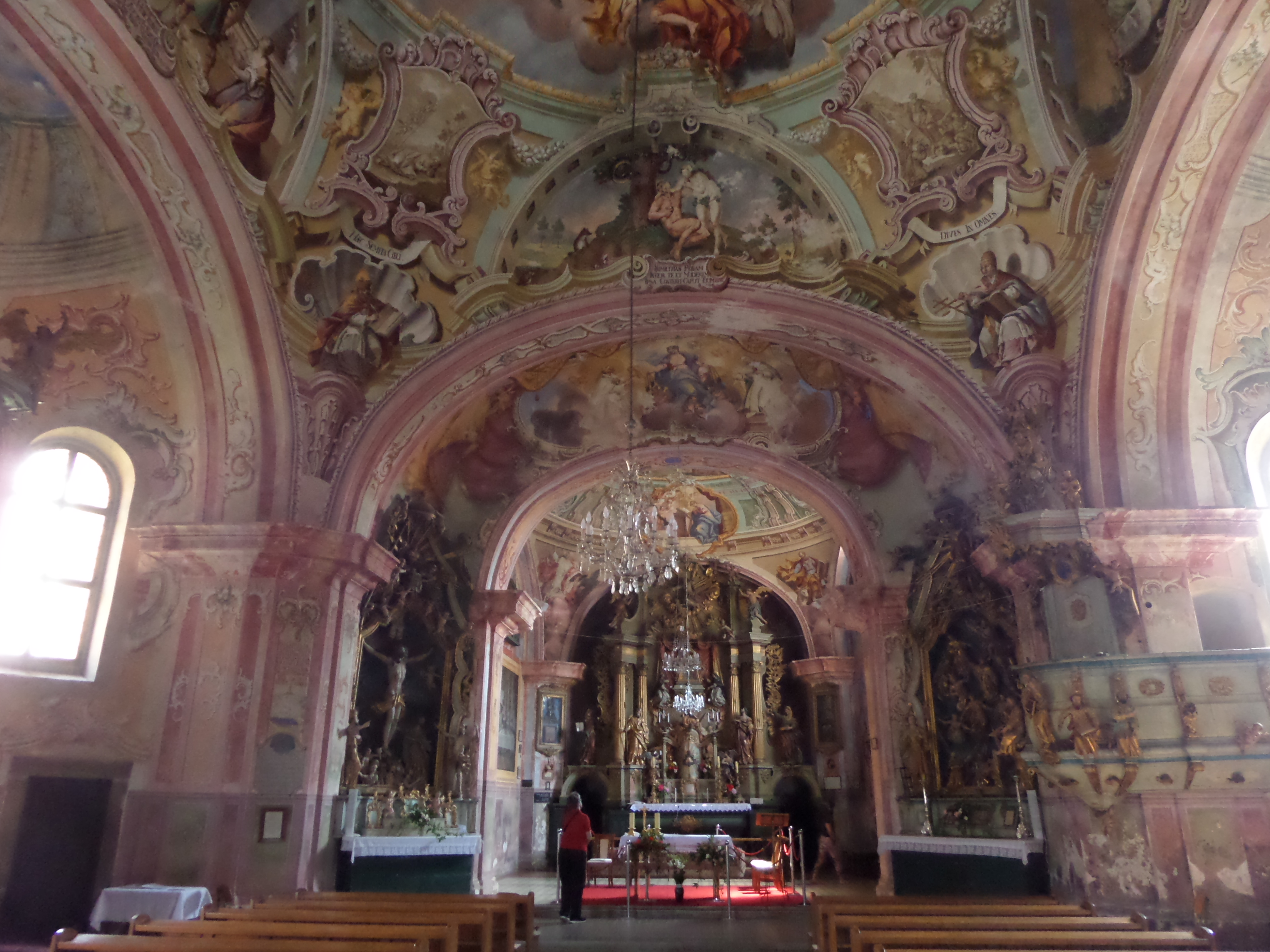
Il fastoso interno.

La chiesa venne eretta nel XVIIII secolo dalla devozione dei cittadini verso la statua miracolosa della Madonna portata da Gerusalemme nel 1669.
Il complesso sorge alla sommità della collina Trški Vrh ed è iscritto in un movimentato portico ottagonale con quattro cappelle rotonde angolari coperte da cupole.
Venne costruito a partire dal 1750 e consacrato il 13 agosto 1761.
La chiesa presenta una caratteristica pianta longitudinale con estensioni ellittiche laterali e coperture a volta; facciata convessa con campanile centrale dalla copertura a elmo. L'architettura barocca risulta di chiaro influsso stiriano. 
Negli ultimi anni, studi approfonditi, hanno attribuito la chiesa all'architetto Josef Hoffer da Maribor, già attivo in Slovenia e in Croazia.
L'interno della chiesa venne interamente dipinto fra il 1772 e il 1777 dallo sloveno Anton Lerchinger. Gli affreschi rococò raccontano la Vita di Maria e sono incentrati sull'Ascensione della Vergine, nella volta centrale della navata, fra angeli, scene del Vecchio e Nuovo Testamento e i quattro Evangelisti nei pennacchi.
il sontuoso altare maggiore, inquadrato da quattro colonne corinzie, è dedicato alla Madonna di Gerusalemme e venne realizzato nel 1759 dello scultore Phillip Jacob Straub di Graz. Al centro domina la statua votiva di Maria e ai lati sono quelle dei genitori di Maria, di San Domenico e Santa Teresa; in cima è Dio Padre con gli angeli. 
Fra gli altari laterali, scolpiti dal maestro Anton Merzij da Rogatec, insieme al pulpito, e dipinti da Franjo Ludwig Heincze da Varaždin spiccano quello dei Quattordici santi ausiliatori e della Santa Croce. Nella sagrestia sono conservati armadi policromi e marmorizzati, preziosi esempi di arredi ecclesiastici.